# Cerovec pri Trebelnem
Cerovec pri Trebelnem – wieś w Słowenii, w gminie Mokronog-Trebelno. W 2018 roku liczyła 60 mieszkańców.